# Autolycus (cráter)

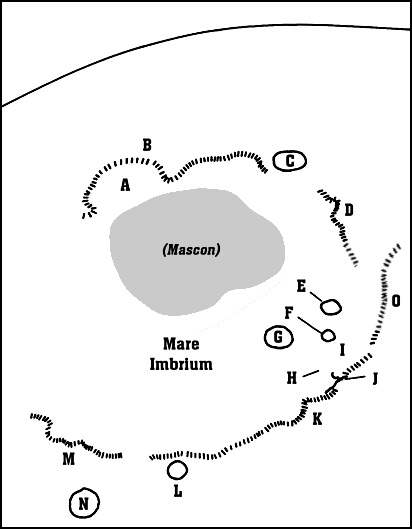
Mapa de detalle de los elementos del Mare Imbrium. Autolycus aparece marcado con la "F".

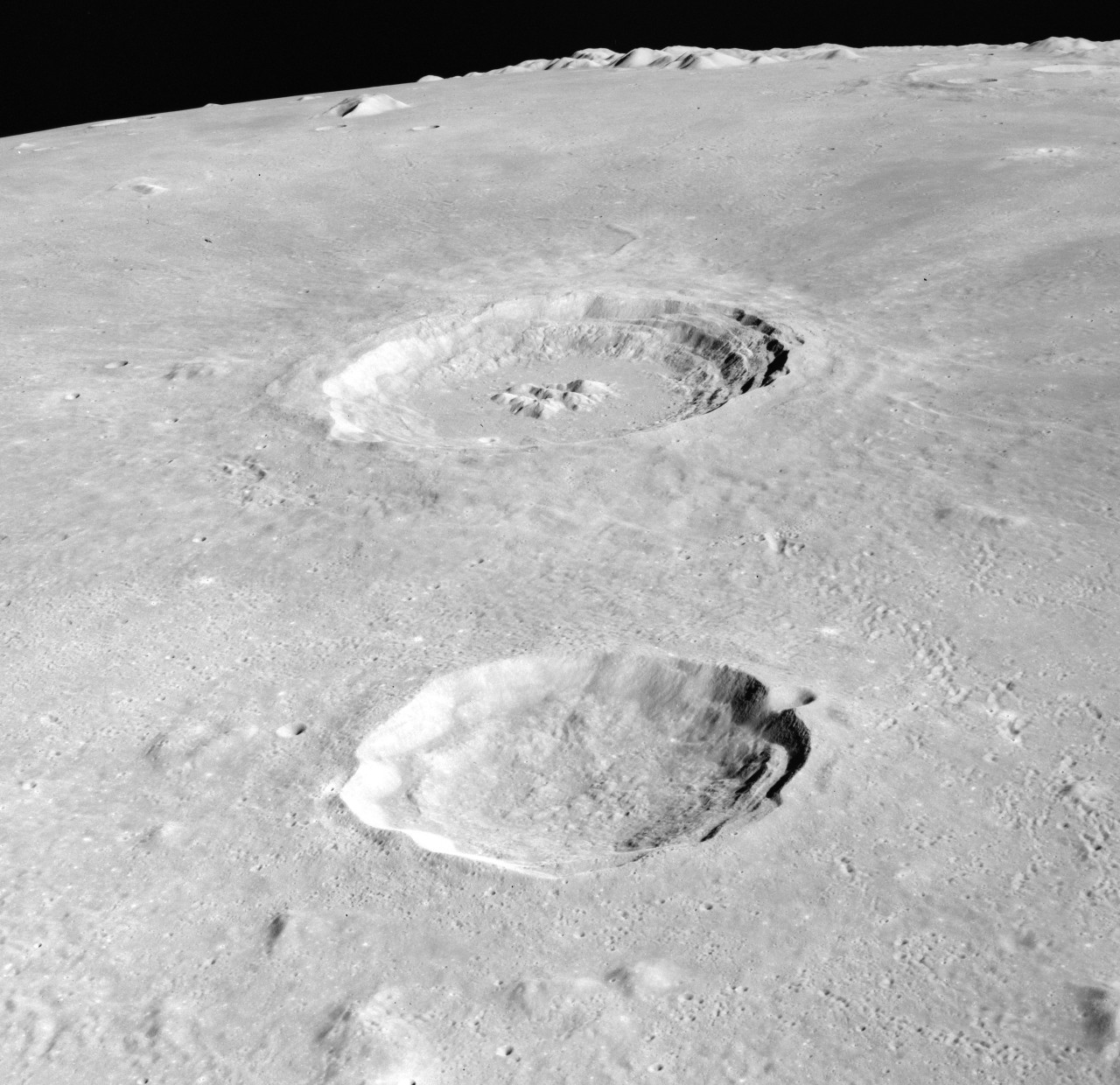
Fotografía de la misión Apolo 15

Autolycus es un cráter de impacto lunar que se encuentra en la parte sureste del Mare Imbrium. Al oeste de la formación se halla el cráter Archimedes, una formación más del doble del tamaño de Autolycus. Justo al norte está Aristillus, y las murallas exteriores de estos dos cráteres se superponen en el tramo intermedio del mare.
El borde de Autólico es algo irregular, aunque en general es circular. Tiene un pequeño terraplén externo y un interior irregular sin pico central. Posee un sistema de marcas radial que se extiende a más de 400 kilómetros. Debido a estos rayos, Autolycus está asignado como parte del Período Copernicano. Parte de sus rayos han sido inundados por la lava de Arquímedes, y por lo tanto Autolycus es más antiguo que Arquímedes. Aristillus (al norte), sin embargo, tiene rayos que cubren tanto Autolycus como Arquímedes, y por lo tanto es el más joven de los tres cráteres.
|  |  |
|  |  |

La sonda Luna 2 aterrizó justo al oeste-suroeste del borde del cráter, de acuerdo con la alegación de un astrónomo húngaro que decía ver una explosión de polvo.

## Cráteres satélite
Por convención estos elementos son identificados en los mapas lunares poniendo la letra en el lado del punto medio del cráter que está más cerca de Autolycus.
|           | \| Autolycus \| Coordenadas \| Diámetro \| \| --------- \| -------------------------- \| -------- \| \| A \| 30°54′N 2°12′E / 30.9, 2.2 \| 4 km \| \| K \| 31°12′N 5°24′E / 31.2, 5.4 \| 3 km \| |          |
| Autolycus | Coordenadas | Diámetro |
| A         | 30°54′N 2°12′E / 30.9, 2.2 | 4 km     |
| K         | 31°12′N 5°24′E / 31.2, 5.4 | 3 km     |

## Referencias

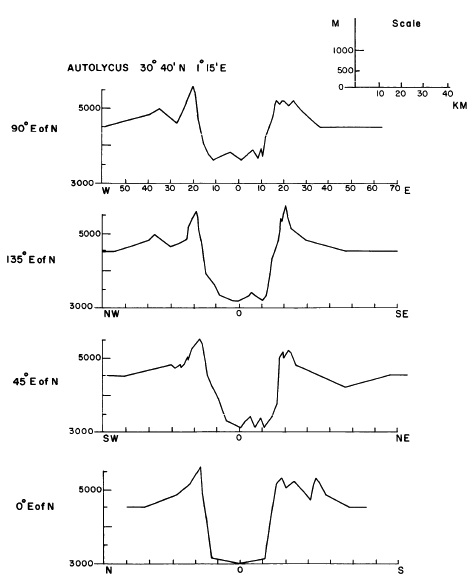
Perfiles transversales de Autolycus.